# Инверсная группа
Инверсная группа — построение в теории групп, сменяющее аргументы бинарной групповой операции местами, используемое для определения правого действия. Для данной группы {\displaystyle G=(G,\cdot )} строится как группа {\displaystyle G^{op}=(G,{*})} с тем же множеством элементов, но с произведением {\displaystyle {*}}, определённым по правилу {\displaystyle g*h:=h\cdot g}.
Инверсная группа абелевой группы совпадает с ней самой. Инверсная группа любой группы изоморфна ей: изоморфизмом будет, например, {\displaystyle g\mapsto g^{-1}}; кроме того, любой антиавтоморфизм {\displaystyle \psi :G\to G} (взаимно-однозначное отображение группы на себя, удовлетворяющее соотношению {\displaystyle \psi (a\cdot b)=\psi (b)\cdot \psi (a)}) порождает соответствующий изоморфизм {\displaystyle \varphi :G\to G^{op}}:
{\displaystyle \varphi (a\cdot b)=\psi (a\cdot b)=\psi (b)\cdot \psi (a)=\psi (a)*\psi (b)=\varphi (a)*\varphi (b)}.
Если задано правое действие группы {\displaystyle G} на объекте некоторой категории: {\displaystyle \rho :G\to \mathrm {Aut} (X)}, то {\displaystyle \rho ^{op}:G^{op}\to \mathrm {Aut} (X)}, определённое как {\displaystyle \rho ^{op}(g)=\rho (g)} (или {\displaystyle g^{op}x=xg}), является левым действием.
При категорном определении группы инверсная группа становится частным случаем двойственной категории.